# Berbinzana
Berbinzana est une ville et une municipalité de la communauté forale de Navarre (Espagne), dans la mérindade d'Olite.
Elle est située dans la zone non bascophone de la province. Le castillan est la seule langue officielle alors que le basque n’a pas de statut officiel.

### Patrimoine civil

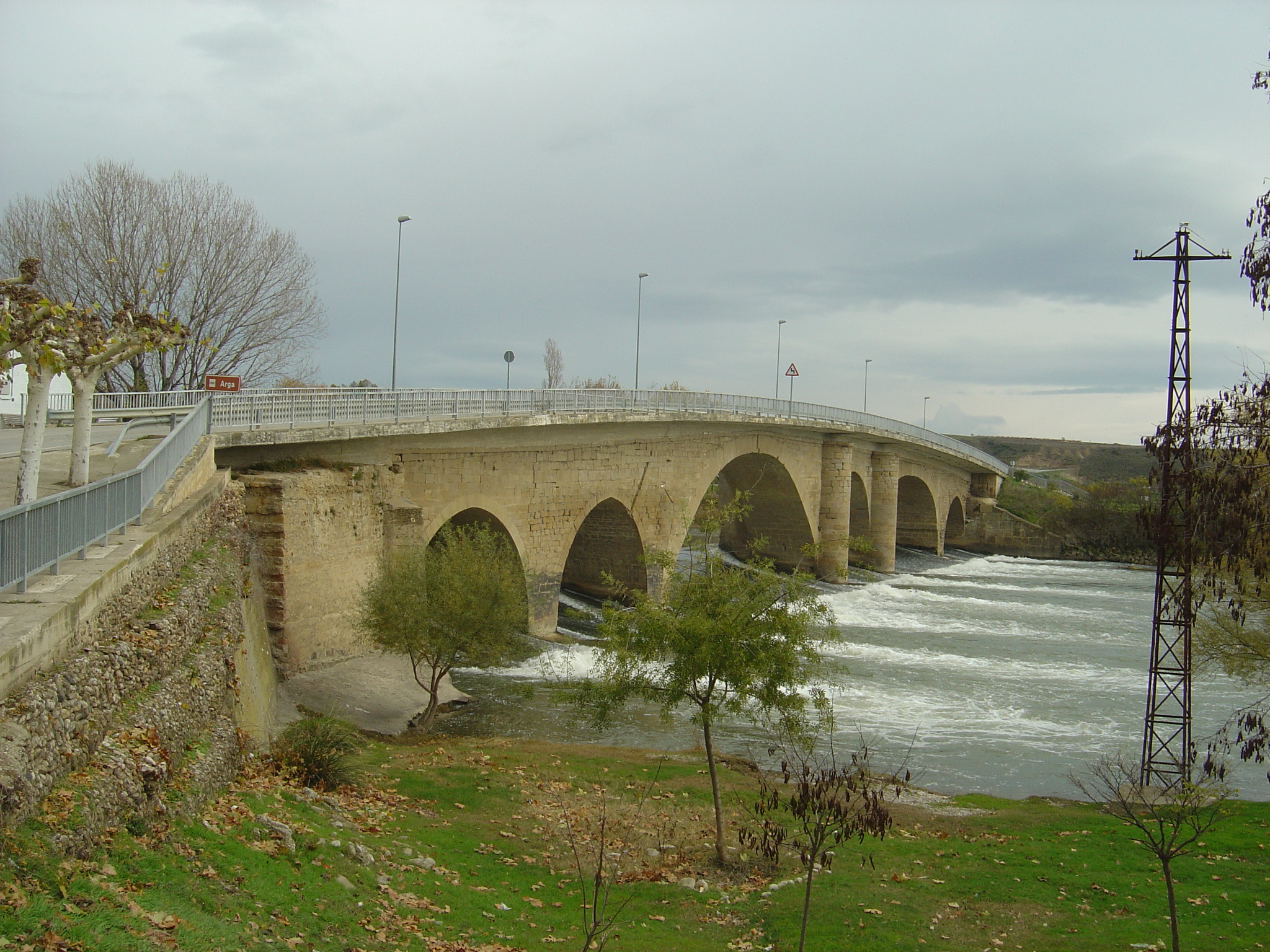
Pont sur le rio Arga

## Démographie
| Évolution démographique                                    | Évolution démographique | Évolution démographique | Évolution démographique | Évolution démographique | Évolution démographique | Évolution démographique | Évolution démographique | Évolution démographique | Évolution démographique | Évolution démographique |
| 1996                                                       | 1998                    | 1999                    | 2000                    | 2001                    | 2002                    | 2003                    | 2004                    | 2005                    | 2006                    | 2007                    |
| ---------------------------------------------------------- | ----------------------- | ----------------------- | ----------------------- | ----------------------- | ----------------------- | ----------------------- | ----------------------- | ----------------------- | ----------------------- | ----------------------- |
| 714                                                        | 720                     | 720                     | 720                     | 729                     | 735                     | 735                     | 730                     | 715                     | 717                     | 692                     |
| Sources: Berbinzana et instituto de estadística de navarra |                         |                         |                         |                         |                         |                         |                         |                         |                         |                         |

### Sources
- (es) Cet article est partiellement ou en totalité issu de l’article de Wikipédia en espagnol intitulé « Berbinzana » (voir la liste des auteurs).